# Landkreis Neustadt an der Aisch-Bad Windsheim

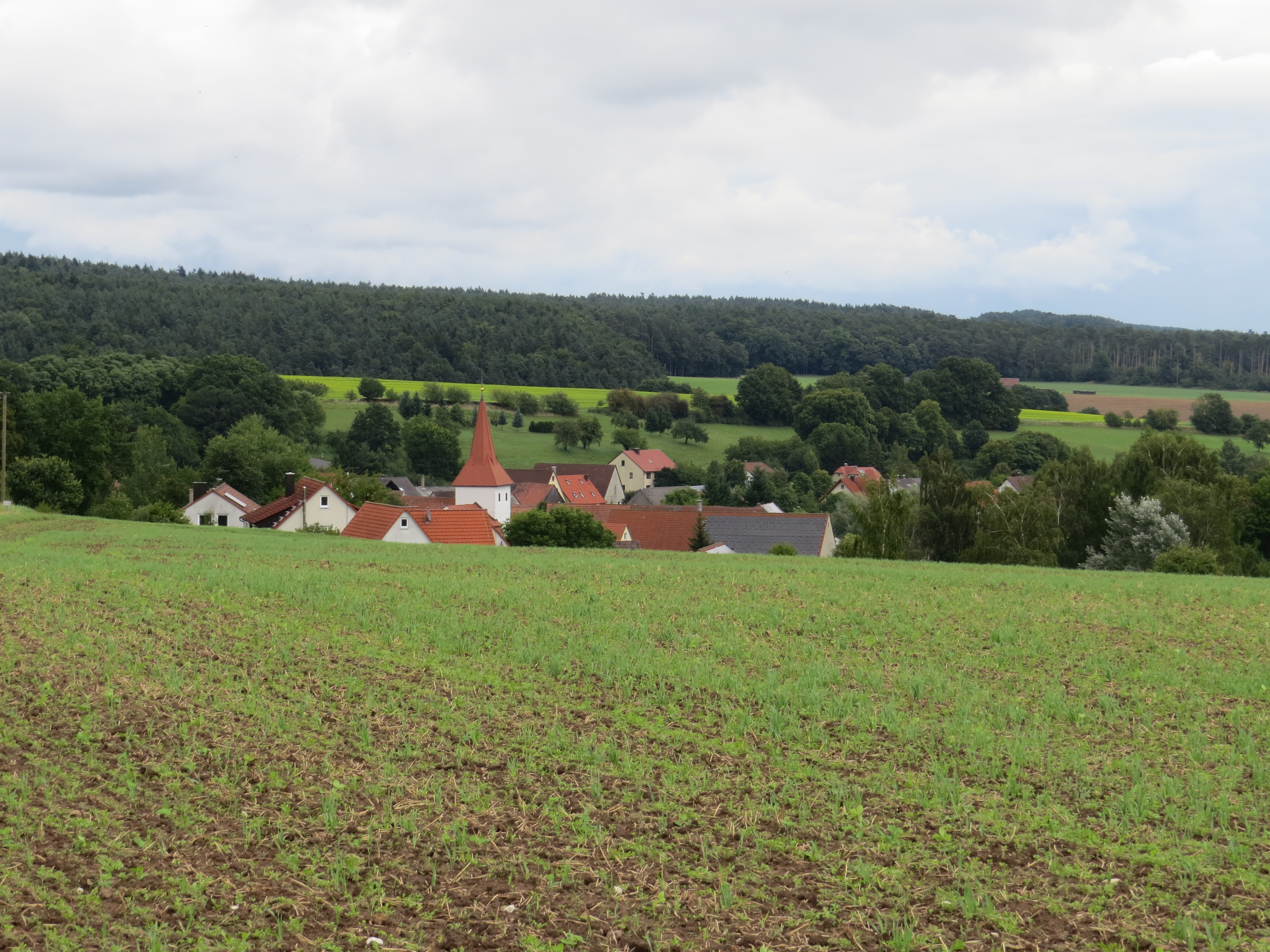
Markt Taschendorf im Steigerwald

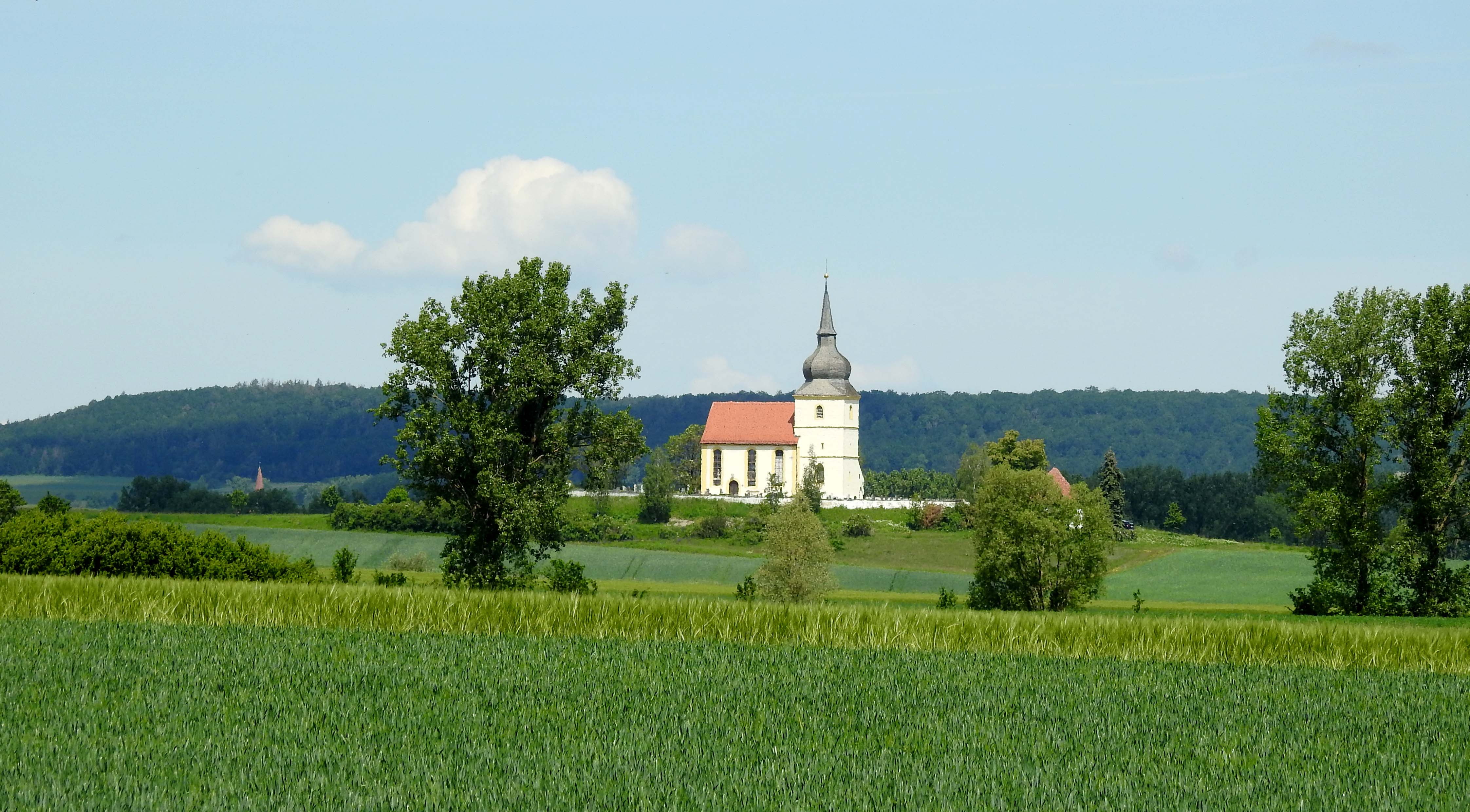
St. Michael bei Kaubenheim

Der Landkreis Neustadt an der Aisch-Bad Windsheim (amtlich: Landkreis Neustadt a.d.Aisch-Bad Windsheim) liegt im Nordwesten des bayerischen Regierungsbezirks Mittelfranken. Der Landkreis ist Mitglied der Planungsregion Westmittelfranken und der Metropolregion Nürnberg.

## Geographie

### Lage
Der Landkreis liegt im fränkischen Schichtstufenland an der Grenze zwischen dem Steigerwald im Norden und dem Naturpark Frankenhöhe im Süden.
Bei Bad Windsheim entspringt die Aisch, ein Nebenfluss der Regnitz.
Bei Burgbernheim findet man die Altmühlquelle.

### Nachbarkreise
Der Landkreis grenzt im Uhrzeigersinn im Westen beginnend an die Landkreise Würzburg, Kitzingen, Bamberg, Erlangen-Höchstadt, Fürth und Ansbach (alle in Bayern) sowie an den Main-Tauber-Kreis (in Baden-Württemberg).

## Geologie
Der Raum Neustadt a.d. Aisch gehört zum Fränkischen Schichtstufenland, das aus Sedimentgesteinen des Mittleren Keupers aufgebaut ist. Der Keuper ist die oberste Gruppe der Germanischen Trias; die Gesteine sind etwa 210–230 Millionen Jahre alt.
Der Mittlere Keuper wird in die beiden Abteilungen Gips- und Sandsteinkeuper unterteilt.:S. 53 ff. Die Schichten des Gipskeupers wurden in einer Lagune bzw. sumpfigen Küstenlandschaft abgelagert. Die beiden ältesten Schichtpakete sind die tonigen Schichten der Grabfeld-Formation (früher: Myophorien- und Estherienschichten), die im westlichen Stadtgebiet bei Diebach oberflächlich ausstreichen. Ebenfalls zum Gipskeuper zählen, über den zuvor beschriebenen Schichten liegend, die Sedimentgesteine der Stuttgart-Formation (früher: Schilfsandstein) und der Steigerwald-Formation (früher: Lehrbergschichten). Die Stuttgart-Formation ist im Raum Neustadt als bis zu 44 m mächtiger Sandstein mit Tonlagen ausgebildet. Die Steigerwald-Formation besteht aus rotbraunen Tonsteinen, wie sie an der Wand des ehemaligen Ziegelwerks hinter dem Bahnhof Neustadt zu sehen sind.
Der Sandsteinkeuper besteht – wie der Name schon sagt – zum größten Teil aus Sandsteinen, denen teilweise dünne Tonlagen (Letten) zwischengelagert sind. Nach ihrem Aussehen und der Unterteilung durch die Lettenlagen werden von unten nach oben die Schichtpakete Hassberge-Formation (früher: Blasensandstein, Coburger Sandstein), Mainhardt-Formation (früher: Unterer Burgsandstein) und Löwenstein-Formation (früher: Mittlerer und Oberer Burgsandstein) unterschieden. Die Sedimente wurden in einem Küstenrandgebiet abgelagert. Im südlichen und östlichen Stadtgebiet bilden die Gesteine des Sandsteinkeupers die oberflächennächsten Schichten.
Die Schichtpakete sind im Bereich nördlich der Aisch nach Osten verkippt (siehe Profilzeichnung), während sie im Bereich südlich der Aisch nach Nordnordost einfallen. Die einzige bekannte tektonische Störung ist die Herrnneuseser Störung im südlichsten Teil des Stadtgebietes bei Herrnneuses.

## Geschichte
Seit dem letzten Jahrhundert v. Chr. wurde die Gegend um Neustadt von germanischen Stämmen besiedelt. Fränkische Siedler, die um 625 aus dem Rheingau bzw. Wormsgau in den Aischgrund gekommen waren, errichteten im selben Jahrhundert unter dem Merowinger Dagobert II. den Ort Riedfeld, der später Königshof wurde und heute ein Ortsteil von Neustadt ist.
Die merowingischen Anführer der Siedler hatten bis ins 8. Jahrhundert Verbindungen zu ihrem Bischofssitz in Worms. Ein Zentrum dieser Besiedelung des Aischtals wurde der Königshof in Riedfeld. Im 12. und 13. Jahrhundert herrschten im Aischgrund die Burggrafen von Nürnberg und das Geschlecht der Hohenzollern. Zwischen 1520 und 1598 erfolgte die Reformation in der Region. Im Bundesständischen Krieg litten um 1553 vor allem Neustadt, Emskirchen, Birkenfeld, Schauerheim, Dottenheim und Altheim. Die Burg Hohenlandsberg wurde zur Ruine. Im Jahr 1562 war die Region von der Pest betroffen. Weitere Pestepidemien traten 1565 und 1609 sowie 1686/1687 auf. Die ab dem 16. Jahrhundert entstandenen Gestüte, etwa in Rößleinsdorf, Birkenfeld, Neustadt und Ipsheim, dienten bis zum Beginn des 19. Jahrhunderts vor allem der Versorgung des markgräflichen Hofes und des Amtsdienstes mit Reit- und Zugpferden. Unter dem Dreißigjährigen Krieg litten viele Orte der Region vor allem ab Oktober 1621 durch marodierende Söldnerverbände. Am 20. Oktober 1631 besuchte Gustav Adolf von Schweden die Stadt und wohnte im Haus des Joh. Christ. Roth, bevor er in das von ihm einige Tage zuvor eroberte Würzburg zurückging.

### Landgerichte
Das Gebiet des heutigen Landkreises gehörte vor 1800 überwiegend zum Fürstentum Ansbach. 1810 kam das Gebiet zu Bayern. 1812 wurden die Landgerichte Neustadt, Markt Erlbach, Markt Bibart und Windsheim gebildet. Bereits 1808 wurde das Landgericht Uffenheim gebildet. Sie alle gehörten zum Rezatkreis, der 1838 in Mittelfranken umbenannt wurde. 1852 wurde das Landgericht Scheinfeld als Folge der Revolution 1848 aus den bisherigen adeligen Herrschaftsgerichten Schwarzenberg und Burghaslach gebildet. Die Landgerichte waren im Königreich Bayern Gerichts- und Verwaltungsbehörden, die 1862 in administrativer Hinsicht von den Bezirksämtern und 1879 in juristischer Hinsicht von den Amtsgerichten abgelöst wurden. 

### Bezirksämter
Im Jahr 1862 wurde so aus den Landgerichten Neustadt und Markt Erlbach das Bezirksamt Neustadt, aus den Landgerichten Scheinfeld und Markt Bibart das Bezirksamt Scheinfeld und aus den Landgerichten Uffenheim und Windsheim das Bezirksamt Uffenheim gebildet.
Nachdem bereits seit 1923 einzelne Veranstaltungen der Nationalsozialistischen Deutschen Arbeiterpartei im Umland von Neustadt und den Nachbar-Bezirken Scheinfeld und Uffenheim stattgefunden hatten (auch im NSDAP-Verbotsjahr 1924 insbesondere durch den Lehrer Hans Hertlein und seinen ehemaligen Schüler und von ihm als Parteigenossen angeworbenen Bauern Fritz Raab aus Dettendorf, der auch in den Jahren bis 1942 in der Umgebung Neustadts als Propagandaredner auftrat), kam es von 1928 bis 1934 im dem heutigen Landkreis entsprechenden Gebiet in und um Neustadt an der Aisch eine von der NSDAP angesetzte Propaganda zu einer Welle von Veranstaltungen, die vor allem von Lehrern aus Birnbaum, Dettendorf, Neustadt (z. B. Heinrich Riedel und Fritz Schöller), Wilhermsdorf, Schornweisach, Unternesselbach (Erich Walz) und Oberhöchstädt organisiert wurden und an denen auch überregional bekannte Redner wie der Schornweisacher Lehrer Otto Roth (Bezirksführer Neustadts ab 29. Juni 1928), Hermann Esser, Wilhelm Holzwarth, Fritz Seyboth (damals noch Stadtvikar von Rosenheim), Hans Hertlein, der Gewerbelehrer und Oberlandführer Ludwig Schmuck, Albert Forster, Theo Benesch und der Gauleiter Otto Hellmuth beteiligt waren. Bei den Bezirkstagswahlen 1928 wurde die NSDAP nach den Deutschnationalen zweitstärkste Partei (Die Kandidaten waren dabei die Neustädter Andreas Schildknecht und Fritz Erlwein sowie Ludwig Hegendörfer aus Markt Erlbach, Kreß aus Ebersbach und Klenk aus Gutenstetten).
Das Jahr 1932 wurde in Erinnerung an den Dreißigjährigen Krieg (als der protestantische Schwedenkönig Gustav Adolf in Franken war) als „Schwedenjahr“ gefeiert und im Bezirk Neustadt, in Neustadt selbst, Markt Erlbach, Wilhermsdorf und Uehlfeld fanden in die „Heimattage“ eingebundene Gedenkfeiern statt. Ein aufgrund von Ausschreitungen im Juli 1932 durch den Reichsinnenminister erlassenes Verbot von Versammlungen unter freiem Himmel und Aufzügen wurde von den Nationalsozialisten ignoriert. Zu den Gegnern der Nationalsozialisten und Hitlers gehörten im Landkreis unter anderem evangelische Pfarrer wie Georg Holzberger in Schauerheim, Ludwig Fischer in Herrnneuses und zu den aktiv Gegenarbeit Leistenden Karl-Heinz Becker aus Ezelheim (damals Kreis Scheinfeld).

### Landkreise Neustadt a.d.Aisch, Scheinfeld und Uffenheim
Am 1. Januar 1939 wurde wie überall im Deutschen Reich die Bezeichnung Landkreis eingeführt. So wurden aus den Bezirksämtern die Landkreise Neustadt a.d.Aisch, Scheinfeld und Uffenheim. Diese bestanden auch nach dem Zweiten Weltkrieg weiter. Die Landräte (so die Bezeichnung seit 1939) wurden 1945 zunächst von der amerikanischen Militärregierung eingesetzt, ab 1946 vom Kreistag gewählt. Die Landkreisordnung wird in der Folge geändert. Ab 1952 wählen die Landkreisbürger den Kreistag für eine Amtszeit von 4 Jahren, den Landrat direkt für eine Amtszeit von 6 Jahren.   

### Landkreis Neustadt an der Aisch-Bad Windsheim
Im Rahmen der Gebietsreform in Bayern wurde am 1. Juli 1972 aus den folgenden Bestandteilen der neue Landkreis Neustadt an der Aisch gebildet:
- alle Gemeinden des alten Landkreises Neustadt/Aisch mit Ausnahme der Gemeinden  Dietenhofen, Katterbach und Wilhermsdorf,
- alle Gemeinden des aufgelösten Landkreises Scheinfeld mit Ausnahme einiger Gemeinden, die zu den Landkreisen Erlangen-Höchstadt und Kitzingen kamen,
- alle Gemeinden des aufgelösten Landkreises Uffenheim mit Ausnahme der Gemeinden Gnötzheim und Unterickelsheim, die zum Landkreis Kitzingen kamen
- Aus dem aufgelösten Landkreis Rothenburg ob der Tauber die Gemeinden Ermetzhof und Steinach an der Ens,[18]

Am 1. Mai 1973 erhielt der neue Landkreis seinen heutigen Doppelnamen Landkreis Neustadt a.d. Aisch-Bad Windsheim.
Am 1. Januar 1978 wurde der Landkreis Neustadt an der Aisch-Bad Windsheim um die Gemeinde Bullenheim des Landkreises Kitzingen, die nach Ippesheim eingemeindet wurde, vergrößert. Am gleichen Tag wechselte auch die Gemeinde Gleißenberg aus dem Landkreis Erlangen-Höchstadt in den Landkreis und wurde nach Burghaslach eingemeindet.

### Einwohnerentwicklung

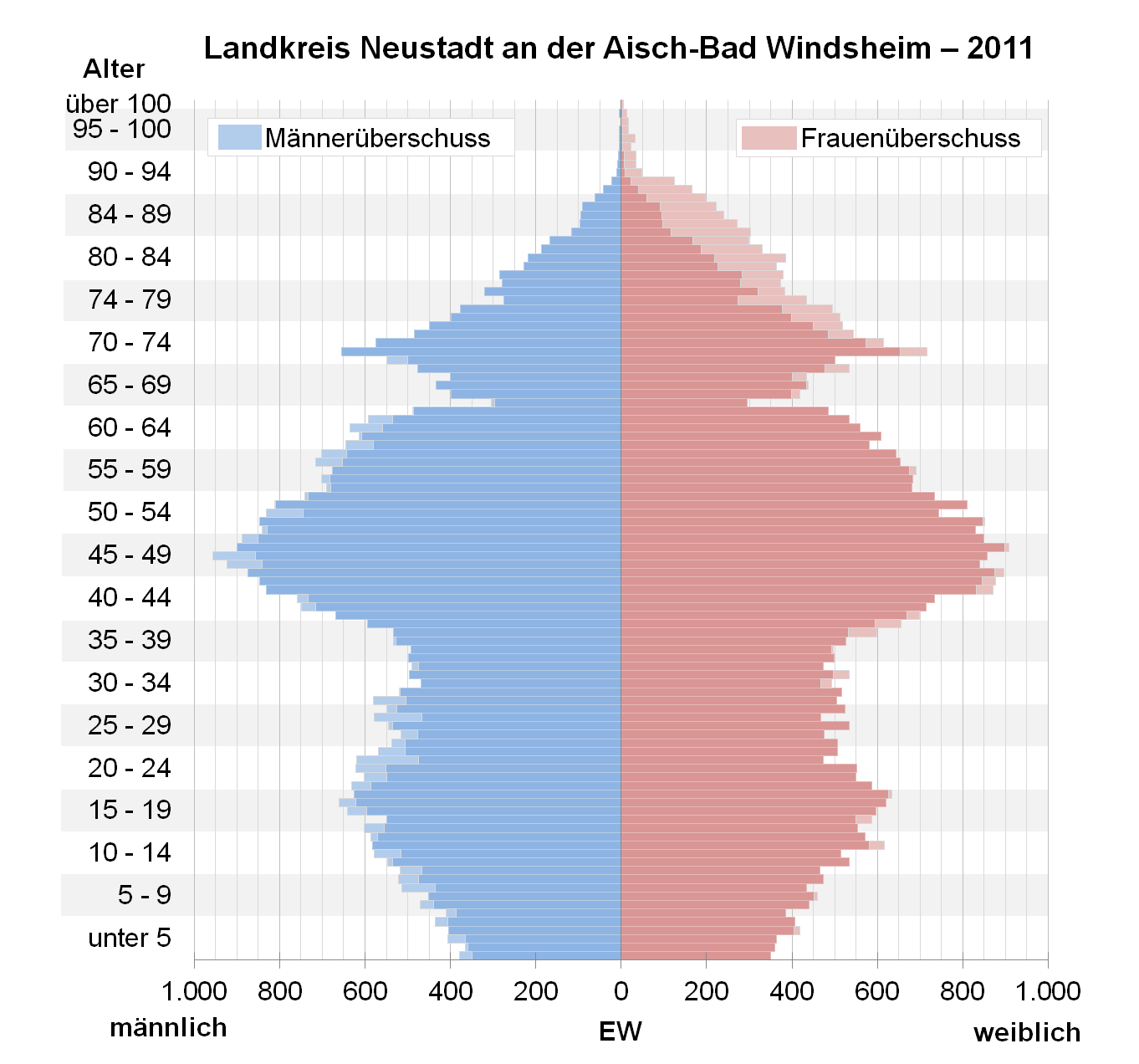
Bevölkerungspyramide für den Kreis Neustadt an der Aisch-Bad Windsheim (Datenquelle: Zensus 2011.)

Von 1988 bis 2008 wuchs der Landkreis Neustadt an der Aisch-Bad Windsheim um ca. 12.600 Einwohner bzw. um rund 15 %. Seit 2005 ist die Tendenz nach einem Höchststand von rd. 100.000 Einwohnern rückläufig.
Im Zeitraum 1988 bis 2018 stieg die Einwohnerzahl des Landkreises von 85.885 auf 100.364 um 14.479 Einwohner bzw. um 16,9 %.
Die nachfolgenden Zahlen beziehen sich auf den Gebietsstand vom 25. Mai 1987:
| Bevölkerungsentwicklung | Bevölkerungsentwicklung | Bevölkerungsentwicklung | Bevölkerungsentwicklung | Bevölkerungsentwicklung | Bevölkerungsentwicklung | Bevölkerungsentwicklung | Bevölkerungsentwicklung | Bevölkerungsentwicklung | Bevölkerungsentwicklung | Bevölkerungsentwicklung | Bevölkerungsentwicklung | Bevölkerungsentwicklung | Bevölkerungsentwicklung | Bevölkerungsentwicklung |
| ----------------------- | ----------------------- | ----------------------- | ----------------------- | ----------------------- | ----------------------- | ----------------------- | ----------------------- | ----------------------- | ----------------------- | ----------------------- | ----------------------- | ----------------------- | ----------------------- | ----------------------- |
| Jahr                    | 1840                    | 1900                    | 1939                    | 1950                    | 1961                    | 1970                    | 1987                    | 1991                    | 1995                    | 2000                    | 2005                    | 2010                    | 2015                    |                         |
| Einwohner               | 73.736                  | 70.060                  | 70.488                  | 102.484                 | 86.771                  | 86.868                  | 85.686                  | 90.591                  | 95.063                  | 98.671                  | 99.979                  | 97.558                  | 98.751                  |                         |

## Politik

### Kreistag
Das Ergebnis der Kreistagswahl am 15. März 2020 führte zu folgender Sitzverteilung (mit Vergleichszahlen der beiden vorigen Wahlen):
| Kreistagswahl 2020Wahlbeteiligung: 65,7 % (-0,5 %) %403020100 38,715,913,513,07,24,12,72,21,51,2 CSUFWGbGrüneSPDUWGeÖDPWiRgLinkeAfDFDPGewinne und Verlusteim Vergleich zu 2014 %p 4 2 0 −2 −4 −6+1,0−2,9+3,8−6,0−1,0−0,9+2,7+2,2+1,5−0,3CSUFWGGrüneSPDUWGÖDPWiRLinkeAfDFDPAnmerkungen:b Freie Wählergemeinschafte Unabhängige Wählergemeinschaftg Windsheimer ins Rathaus – WiR e. V. | Sitzverteilung im Kreistag Neustadt a.d.Aisch-Bad Windsheim seit 2020Insgesamt 60 Sitze - Linke: 1 - SPD: 8 - Grüne: 8 - ÖDP: 2 - UWG: 4 - WiR: 2 - FWG: 10 - FDP: 1 - CSU: 23 - AfD: 1 |

| Parteien und Wählergemeinschaften | Parteien und Wählergemeinschaften   | 2020   | 2020   | 2014   | 2014   | 2008   | 2008   | 2002   | 2002   | 1996   | 1996   |
| Parteien und Wählergemeinschaften | Parteien und Wählergemeinschaften   | %      | Sitze  | %      | Sitze  | %      | Sitze  | %      | Sitze  | %      | Sitze  |
| --------------------------------- | ----------------------------------- | ------ | ------ | ------ | ------ | ------ | ------ | ------ | ------ | ------ | ------ |
| CSU                               | Christlich-Soziale Union in Bayern  | 38,7   | 23     | 37,7   | 23     | 36,5   | 22     | 42,7   | 26     | 43,1   | 26     |
| FWG                               | Freie Wählergemeinschaft            | 15,9   | 10     | 18,8   | 11     | 21,6   | 14     | 18,1   | 11     | 14,2   | 09     |
| Grüne                             | Grüne Bayern                        | 13,5   | 08     | 9,7    | 06     | 7,6    | 05     | 5,7    | 03     | 6,6    | 04     |
| SPD                               | SPD Bayern                          | 13,0   | 08     | 19,0   | 11     | 17,8   | 10     | 21,0   | 13     | 22,4   | 14     |
| UWG                               | Unabhängige Wählergemeinschaft      | 7,2    | 04     | 8,2    | 05     | 9,2    | 05     | 7,7    | 05     | 7,1    | 04     |
| ÖDP                               | Ökologisch-Demokratische Partei     | 4,1    | 02     | 5,0    | 03     | 4,1    | 02     | 2,8    | 01     | 3,4    | 02     |
| WiR                               | Windsheimer ins Rathaus – WiR e. V. | 2,7    | 02     | 0–     | 0–     | 0–     | 0–     | 0–     | 0–     | 0–     | 0–     |
| Linke                             | Die Linke Bayern                    | 2,2    | 01     | 0–     | 0–     | 0–     | 0–     | 0–     | 0–     | 0–     | 0–     |
| AfD                               | AfD Bayern                          | 1,5    | 01     | 0–     | 0–     | 0–     | 0–     | 0–     | 0–     | 0–     | 0–     |
| FDP                               | FDP Bayern                          | 1,2    | 01     | 1,5    | 01     | 3,3    | 02     | 2,0    | 01     | 3,2    | 01     |
| gesamt                            | gesamt                              | 100,0  | 60     | 99,9   | 60     | 100,1  | 60     | 100,0  | 60     | 100,0  | 60     |
| Wahlbeteiligung                   | Wahlbeteiligung                     | 65,7 % | 65,7 % | 66,2 % | 66,2 % | 69,8 % | 69,8 % | 72,3 % | 72,3 % | 77,2 % | 77,2 % |

### Bezirksamtmänner (bis 1938) und Landräte (ab 1939)
- 1918–1931: Karl Freiherr Kreß von Kressenstein
- 1931–1933: Wilhelm August Kalb
- 1934–1945: Wilhelm Friedrich
- 1946–1948: Albrecht Hoefer (FDP)
- 1948–1958: Heinrich Sperber (CSU)
- 1958–1977: Konrad Frühwald jr. (FWG)
- 1977–1995: Robert Pfeifer (CSU)
- 1995–2002: Adolf Schilling (CSU)
- 2002–2014: Walter Schneider (FWG/UWG)
- 2014–2024: Helmut Weiß (CSU)
- seit 1. Juli 2024: Christian von Dobschütz (CSU)

Am 9. Juli erfolgte eine vorgezogene Neuwahl des Landrats, da der Kreistag am 1. März einem Antrag Helmut Weiß stattgab, ihn aus gesundheitlichen Gründen für dienstunfähig zu erklären. Für die CSU kandidierte der Bürgermeister von Diespeck Christian von Dobschütz, für die FWG die Markt Erlbacher Bürgermeisterin Birgit Kreß sowie für das Bündnis 90/Die Grünen der ehemalige Bundestagsabgeordnete Uwe Kekeritz. In der Stichwahl am 23. Juni konnte sich Christian von Dobschütz mit 52,2 % gegen Birgit Kreß durchsetzen, die einen Stimmanteil von 47,8 % erreichte.

### Wappen
| Wappen des Landkreises Neustadt an der Aisch-Bad Windsheim | Blasonierung: „Über einem siebenmal von Silber und Blau gespaltenen Schildfuß gespalten; vorne in Gold ein von Silber und Schwarz gevierter, rot bezungter Brackenkopf, hinten in Silber ein halber, rot bewehrter schwarzer Adler am Spalt.“ |
| Wappen des Landkreises Neustadt an der Aisch-Bad Windsheim | Wappenbegründung: Der Brackenkopf steht für Neustadt an der Aisch, der rot bewehrte schwarze Adler ist Teil des Wappens von Bad Windsheim. |

### Landkreispartnerschaften
- Erzgebirgskreis, Deutschland[27]

## Wirtschaft und Infrastruktur
Im Zukunftsatlas 2016 belegte der Landkreis Platz 136 von 402 Landkreisen, Kommunalverbänden und kreisfreien Städten in Deutschland und zählt damit zu den Regionen mit „Zukunftschancen“.

### Wichtige Branchen
Hauptwirtschaftszweig sind verschiedene Formen der Landwirtschaft. Im fruchtbaren Uffenheimer Gau überwiegt die Feldwirtschaft mit einem hohen Anteil von Zuckerrüben, im östlichen Landkreis findet man viele Fischweiher zur Aufzucht der überregional bekannten Aischgründer Karpfen. Früher war auch die Schweinezucht, die damit verbundene Bürstenherstellung aus Schweineborsten und die Pinselfabrikation bedeutend. Entlang der „Mittelfränkischen Bocksbeutelstraße“ gibt es rund um Bad Windsheim die einzigen Weinbaugebiete Mittelfrankens. Wichtige Industriezweige sind die Reißzeugherstellung, die Musikinstrumentenfertigung und die Mineralwassergewinnung. Bayerns größter Getränkehersteller Franken Brunnen hat seinen Sitz in Neustadt/Aisch. Touristisch bedeutend sind Bad Windsheim als einziger Kurort Mittelfrankens, das Fränkische Freilandmuseum Bad Windsheim und die Aischgründer Bierstraße (ein Zusammenschluss kleiner und mittelständischer Handwerksbrauereien des Landkreises). Vor allem im östlichen Landkreis gibt es viele Pendler nach Nürnberg, Erlangen (z. B. zu Siemens) und Herzogenaurach (z. B. zu Adidas und INA).

### Verkehr

#### Schienenverkehr und öffentlicher Nahverkehr
Die Bayerischen Staatseisenbahnen eröffneten kurz hintereinander die beiden (inzwischen zweigleisig elektrifizierten) Hauptstrecken, die den Kreis durchziehen:
- 1864: Bahnstrecke Treuchtlingen–Würzburg von Treuchtlingen über Ansbach, Steinach bei Rothenburg und Uffenheim nach Würzburg
- 1865: Bahnstrecke Fürth–Würzburg von Fürth über Neustadt an der Aisch und Kitzingen nach Würzburg

Diese beiden Hauptstrecken sind durch eine Nebenbahn verbunden, und zwar durch die Bahnstrecke Neustadt (Aisch)–Steinach bei Rothenburg, die 1876 zunächst von Neustadt nach Bad Windsheim gebaut und 1898 bis Steinach ganz im Westen des Landkreises weitergeführt wurde. In Steinach wurde 1873 ein Anschluss nach Rothenburg ob der Tauber eingerichtet, der 1905 bis Dombühl verlängert und in den 1970er Jahren wieder auf Rothenburg verkürzt wurde (siehe dazu Bahnstrecke Steinach bei Rothenburg–Dombühl). Die Ortschaft Markt Erlbach im Landkreis Neustadt an der Aisch-Bad Windsheim erhielt 1902 einen bis heute bestehenden Bahnanschluss mit der Zenngrundbahn nach Siegelsdorf und damit an die Hauptstrecke Nürnberg–Würzburg.
Ganz im Norden führt die Bahnstrecke Frensdorf–Schlüsselfeld (Obere Steigerwaldbahn) bei Burghaslach durch das Kreisgebiet, auf der jedoch nur noch Güter von und nach Schlüsselfeld transportiert werden. Von der heutigen Kreisstadt Neustadt aus erschloss ab 1904 eine weitere Lokalbahnlinie den Aischgrund bis Demantsfürth-Uehlfeld. Diese sogenannte Aischtalbahn wurde Mitte der 1990er Jahre endgültig stillgelegt. Die Schienen wurden abgebaut und die Züge durch Omnibusse vom Neustädter Bahnhof nach Uehlfeld und zurück ersetzt. Auf Teilen der alten Trasse verläuft heute der Aischtalradweg. Das Personenzugnetz in Kreisgebiet von 117 km Länge wurde seit der jeweiligen Einrichtung nur um 15 km reduziert:
- 1976: Aischtalbahn von Neustadt an der Aisch nach Demantsfürth-Uehlfeld,
- 1977: Obere Steigerwaldbahn von Strullendorf über Burghaslach nach Schlüsselfeld

Der Landkreis ist an den Verkehrsverbund Großraum Nürnberg (VGN) angeschlossen mit der Hauptstrecke Nürnberg–Würzburg bis Kitzingen, den Nebenbahnlinien von Neustadt nach Steinach, von Siegelsdorf nach Markt Erlbach und von Steinach nach Rothenburg sowie der Hauptstrecke Treuchtlingen–Würzburg bis Uffenheim. Daneben bedienen zahlreiche VGN-Buslinien das Kreisgebiet.

#### Straßenverkehr
Im Westen des Landkreises verläuft auf 13 km die Bundesautobahn 7 Würzburg–Ulm durch das Kreisgebiet, in dem sich die Anschlussstellen Bad Windsheim, Uffenheim-Langensteinach und Gollhofen befinden. Wichtigste Straßenverbindung des Landkreises ist die Bundesstraße 8 von Nürnberg nach Würzburg. Durch den Landkreis verlaufen auch die B 13 von Ansbach nach Würzburg und die B 470, die an der Anschlussstelle Bad Windsheim der Bundesautobahn 7 beginnt und nach Forchheim führt. Die B 8 und die B 470 treffen sich in Neustadt an der Aisch und verlaufen durch das Stadtgebiet streckenweise parallel. Die B 13 und die B 470 kreuzen sich im Kreisgebiet bei Illesheim. Die B 286, die in Enzlar von der B 8 abzweigt und nach Schweinfurt führt, verläuft auf einem kurzen Stück ebenfalls im Landkreis. Daneben sind verschiedene Staatsstraßen von regionaler Bedeutung für den Straßenverkehr, z. B. in Richtung Ansbach und Erlangen. Nördlich am Rand des Landkreises u verläuft die Bundesautobahn 3 von Würzburg nach Nürnberg. Die vom Kreisgebiet aus nächste Anschlussstelle ist Schlüsselfeld.

#### Luftverkehr
Neustadt hat den Flugplatz Neustadt/Aisch (EDQN) für Motor- und Segelflug. Die asphaltierte Piste ist 600 Meter lang, ganzjährig befliegbar und für Flugzeuge und Helikopter bis 5700 kg Startgewicht geeignet.

## Gemarkungen
Im Landkreis gibt es 190 Gemarkungen, eine davon ist gemeindeübergreifend.

## Gemeinden
(Einwohner am 31. Dezember 2024)
| Städte 1. Bad Windsheim (12.446) 2. Burgbernheim (3512) 3. Neustadt a.d.Aisch (13.294) 4. Scheinfeld (4583) 5. Uffenheim (6431) Märkte 1. Baudenbach (1251) 2. Burghaslach (2702) 3. Dachsbach (1815) 4. Emskirchen (5854) 5. Ippesheim (1074) 6. Ipsheim (2175) 7. Markt Bibart (1806) 8. Markt Erlbach (5557) 9. Markt Nordheim (1145) 10. Markt Taschendorf (1039) 11. Marktbergel (1637) 12. Neuhof a.d.Zenn (2181) 13. Obernzenn (2462) 14. Oberscheinfeld (1047) 15. Sugenheim (2328) 16. Uehlfeld (3125) | Weitere Gemeinden 1. Diespeck (3724) 2. Dietersheim (2136) 3. Ergersheim (1054) 4. Gallmersgarten (751) 5. Gerhardshofen (2534) 6. Gollhofen (883) 7. Gutenstetten (1324) 8. Hagenbüchach (1661) 9. Hemmersheim (664) 10. Illesheim (945) 11. Langenfeld (1078) 12. Münchsteinach (1448) 13. Oberickelsheim (715) 14. Simmershofen (952) 15. Trautskirchen (1296) 16. Weigenheim (984) 17. Wilhelmsdorf (1430) Gemeindefreies Gebiet 1. Osing (2,74 km²) | Verwaltungsgemeinschaften 1. Burgbernheim mit den Mitgliedsgemeinden Burgbernheim (Stadt), Gallmersgarten, Illesheim und Marktbergel (Markt) 2. Diespeck mit den Mitgliedsgemeinden Baudenbach (Markt), Diespeck, Gutenstetten und Münchsteinach 3. Hagenbüchach-Wilhelmsdorf mit den Mitgliedsgemeinden Hagenbüchach und Wilhelmsdorf (Sitz) 4. Neuhof an der Zenn mit den Mitgliedsgemeinden Neuhof an der Zenn (Markt) und Trautskirchen 5. Scheinfeld mit den Mitgliedsgemeinden Langenfeld, Markt Bibart (Markt), Markt Taschendorf (Markt), Oberscheinfeld (Markt), Scheinfeld (Stadt) und Sugenheim (Markt) 6. Uehlfeld mit den Mitgliedsgemeinden Dachsbach (Markt), Gerhardshofen und Uehlfeld (Markt) 7. Uffenheim mit den Mitgliedsgemeinden Ergersheim, Gollhofen, Hemmersheim, Ippesheim (Markt), Markt Nordheim (Markt), Oberickelsheim, Simmershofen, Uffenheim (Stadt) und Weigenheim |

## Bildung und Freizeit
- Freimarkung Osing
- Fränkisches Freilandmuseum Bad Windsheim

## Steinkreuze
Im Landkreis befinden sich zahlreiche Steinkreuze, die zum größten Teil auch als Baudenkmal ausgewiesen sind.

## Schutzgebiete
Im Landkreis Neustadt an der Aisch-Bad Windsheim befinden sich sieben Naturschutzgebiete, sechs Landschaftsschutzgebiete, 31 Geotope und zehn ausgewiesene FFH-Gebiete. (Stand August 2016)
Siehe auch:
- Liste der Naturschutzgebiete im Landkreis Neustadt an der Aisch-Bad Windsheim
- Liste der Landschaftsschutzgebiete im Landkreis Neustadt an der Aisch-Bad Windsheim
- Liste der FFH-Gebiete im Landkreis Neustadt an der Aisch-Bad Windsheim
- Liste der Geotope im Landkreis Neustadt an der Aisch-Bad Windsheim

## Kfz-Kennzeichen
Am 5. August 1974 wurde dem Landkreis das seit dem 1. Juli 1956 für den Landkreis Neustadt a.d.Aisch gültige Unterscheidungszeichen NEA zugewiesen. Seit dem 10. Juli 2013 sind aufgrund der Kennzeichenliberalisierung auch wieder die Unterscheidungszeichen SEF (Scheinfeld) und UFF (Uffenheim) erhältlich.